# Strophosoma faber
Strophosoma faber är en skalbaggsart som först beskrevs av Herbst 1785.  Strophosoma faber ingår i släktet Strophosoma, och familjen vivlar. Enligt den svenska rödlistan är arten sårbar i Sverige. Arten förekommer i Götaland. Arten har tidigare förekommit i Svealand men är numera lokalt utdöd. Artens livsmiljö är jordbrukslandskap.

## Bildgalleri

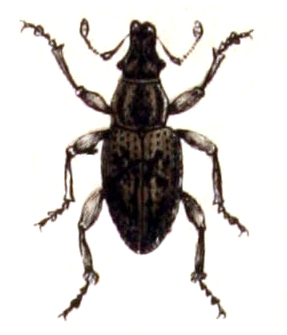